# Đổng Tập
Đổng Tập (chữ Hán: 董袭, ? – 213), tên tự là Nguyên Đại hay Nguyên Thế, người Dư Diêu, Cối Kê, là tướng lĩnh nhà Đông Ngô thời Tam Quốc trong lịch sử Trung Quốc.

## Cuộc đời và sự nghiệp
Đổng Tập mình cao 8 thước, sức mạnh hơn người. Tôn Sách đánh Giang Đông, Đổng Tập đón Sách ở Cao Thiên đình. Tôn Sách thấy tướng mạo ông hùng vĩ, dùng làm Môn hạ tặc tào. Khi ấy nghĩa quân Sơn Âm của Hoàng Long La, Chu Bột có vài ngàn người, kết đảng đã lâu, Sách tự đi dẹp, Tập chém được đầu của La, Bột, trở về được bái làm Biệt bộ tư mã, nắm mấy ngàn quân, thăng làm Vũ Dương đô úy. Theo Sách đánh huyện Hoàn, rồi đánh Lưu Huân ở Tầm Dương, đánh Hoàng Tổ ở Giang Hạ.
Năm 200, Tôn Sách mất, Tôn Quyền lên thay. Tôn Quyền còn trẻ tuổi, mới coi việc, Ngô thái phi lo lắng, gọi Trương Chiêu cùng bọn Tập vào gặp mặt, hỏi xem Giang Đông có thể giữ được không, Tập đáp rằng: 
"Địa thế Giang Đông, có sông núi bền vững, nhờ Thảo Nghịch (chỉ Tôn Sách) sáng suốt gầy dựng, ân đức gửi ở dân. Thảo Lỗ (chỉ Tôn Quyền) kế thừa cơ nghiệp, trên dưới nghe theo mệnh lệnh, Trương Chiêu coi dân sự, bọn Tập nắm quân sự, gặp lúc có đủ địa lợi nhân hòa như bây giờ, muôn việc chẳng có gì đáng lo."
Mọi người phấn chấn với lời ấy. Nghĩa quân Bà Dương của bọn Bành Hổ có mấy vạn người, Tập cùng Lăng Thống, Tưởng Khâm chia nhau đánh dẹp. Tập đánh đâu thắng đấy, bọn Hổ thấy cờ họ Đổng thì tan chạy, nội một tuần thì bình định xong, được bái làm Việt kỵ hiệu úy, thăng Thiên tướng quân.
Năm 208, Tôn Quyền đánh Hoàng Tổ. Tổ quay ngang đôi dãy thuyền Mông xung chẹn giữ Miện Khẩu, lấy kèo gỗ, xích lớn có giằng đá làm neo. Bên trên có ngàn người, dùng nỏ thay nhau bắn, tên bay như mưa, quân Giang Đông không thể tiến. Tập cùng Lăng Thống làm tiền bộ, đều nắm 100 cảm tử quân, ai cũng mặc giáp dày, ngồi thuyền buồm lớn, xông vào giữa đôi dãy mông xung. Tập dùng đao chặt đứt xích, mông xung xoay dọc theo dòng chảy, đại quân Giang Đông có thể tiến, Hoàng Tổ thua chạy rồi bị giết. Hôm sau mở tiệc, Quyền nâng chén chúc mừng Tập rằng: "Buổi tiệc hôm nay, là nhờ công lao chặt xích vậy!"
Tào Tháo đánh Nhu Tu (213), Đổng Tập theo Quyền đi cứu. Đổng Tập nhận lệnh neo thuyền Ngũ lâu ở Nhu Tu Khẩu. Trong đêm có gió lớn, thuyền Ngũ lâu nghiêng ngả, bộ hạ tan chạy, xin đưa Tập rời đi. Tập giận nói: "Ta thụ nhiệm cầm quân, ở đây phòng bị bọn giặc, sao lại bỏ đi, ai dám nói nữa thì chém!" Vì thế chẳng ai dám can ngăn. Đêm ấy thuyền chìm, Đổng Tập bị chết đuối.
Tôn Quyền đổi trang phục để đưa tang ông, cung cấp cho gia quyến rất hậu.

## Đánh giá
Bùi Tùng Chi chú giải Tam quốc chí dẫn từ Hậu Hán thư của Tạ Thừa khen Tập "chí tiết khảng khái, vũ nghị anh liệt".